# 申采浩
申采浩（：／ Sin Chae-ho，1880年12月8日—1936年2月21日），字丹斋，笔名无涯生、锦颊山人、燕市梦人、赤心等，韩国独立运动家、历史学家、文学家。
申采浩出生于朝鲜王朝忠清道，成均馆博士，早年为独立协会少壮派，致力于思想启蒙运动，后加入新民会。日本吞并朝鲜后，他先后流亡俄罗斯和中国，曾参与大韩民国临时政府的组建，是主张武力实现独立的左派代表人物之一。1928年，申采浩在台湾基隆被日本人逮捕，后被关押在大连旅顺监狱，1936年因脑淤血在狱中去世。
申采浩反对朝鲜儒学的尊华史观和日本的殖民主义历史观，提出以朝鲜民族的角度研究朝鲜历史。他将国家分为“精神上的国家”（民族精神等）和“形式上的国家”（疆土、主权、军队等）。他认为“精神上的国家”是比“形式上的国家”更为本质和重要。有独立、自由精神的国家即便失去疆土、主权等形式，有朝一日都会建立“形式上的国家”。主要著作有《读史新论》、《朝鲜上古史》、《朝鲜革命宣言书》等。

## 出身
1880年12月8日（农历11月7日），申采浩出生于朝鲜王朝忠清道大德郡（今韩国大田广域市中区）的一个没落两班家庭。他的曾祖父申命休曾是朝鲜王朝中枢院副使，祖父申星雨曾任司检院正言，后告老还乡。申采浩8岁的时候，他的父亲申光植病逝。申采浩跟随祖父学习汉文，9岁便学完《资治通鉴》，14岁学完四书五经，有“神童”之称。17岁的时候，申星雨让申采浩跟随他的远亲好友朝鲜学部大臣申箕善学习。期间，他开始大量阅读国外书籍，接受西方民主思想。

## 早年生涯
1898年，申采浩在申箕善推荐下进入成均馆学习。期间，他加入了独立协会，成为独立协会的少壮派。同年12月5日，万民共同会被解散后，申采浩被作为主谋逮捕入狱，后于1901年被释放。1905年2月，申采浩获成均馆博士学位。
1905年，申采浩加入《皇城新闻》，担任评论记者。同年，《皇城新闻》因发表反对《乙巳条约》的文章而遭到停刊。此后，他受梁起铎之邀，转到《大韩每日申报》担任主编。期间，他发表了很多思想启蒙文章。1907年10月，他翻译发表了梁启超的《意大利建国三杰传》，后又发表了《乙支文德》、《圣雄李舜臣》和《东国巨杰崔都统》民族英雄传记，用于激发民众的独立精神。此外，他还在《大韩每日申报》连载了《读史新论》。他在文章中批判采用纲目体和编年体的朝鲜王朝历史著作缺乏民族精神，没有探究国家兴衰的原因，并将檀君至三国时代的朝鲜古代史划分为14个题目，系统地进行了重写。

## 流亡海外
除发表文章来启蒙朝鲜民众外，申采浩还在1907年参加了安昌浩等开创的地下组织新民会。1910年，日本吞并朝鲜后，申采浩与新民会成员一起逃亡到中国青岛，试图通过在中国东北密山县建独立军来寻求救国途径。此后，他与李东辉等人在俄罗斯海参崴一起组织了劝业会，并在《劝业新闻》发表抗战文章。1912年，他又在海参崴参与组建了光复会。俄罗斯帝国与日本在第一次世界大战成为盟友后，申采浩流亡中国，先是在桓仁县（今天桓仁满族自治县）东昌学校教授历史，考察了高句丽和渤海国遗迹，1915年开始定居北京。他与金奎植在北京一起组建了“新韩青年团”。1916年，他还在北京创作了韩国独立运动题材历史小说《梦天》。
1919年3月1日，朝鲜半岛爆发反日三一运动后，韩国独立运动志士在上海成立了大韩民国临时政府。同年4月，申采浩作为忠清道议员代表参加了临时政府的议政会。他对推举李承晚担任国务总理的提案表示强烈反对，因为他认为李承晚向美国总统威尔逊提出的国际联盟“委任统治”是放弃韩国的独立主权，是《乙巳条约》的翻版。在他的强烈反对下，推举李承晚担任国务总理的议案被搁置。不过同年9月的第6次议政会将上海、汉城、海参崴三个临时政府合并为一后，还是选举李承晚为临时政府总统，李东辉为国务总理。1923年1月，有70个独立团体参加的国民代表大会在上海召开，通过了对李承晚的不信任案。但主张通过武力实现独立的申采浩与以安昌浩为代表的改组派还是存在严重的分歧。
1923年，申采浩受金若山的邀请为义烈团撰写了纲领性的《朝鲜革命宣言书》。他在宣言书中系统化地讲述了通过武力和暴力方式建立独立、自由、民主韩国的理论。在北京期间，申采浩得益于李石曾的帮助，得以在北大图书馆饱览历史书籍，后开始研究国史。1924至1925年间，他先后在《东亚日报》发表了《三国志东夷列传考证》、《前后三韩考》、《朝鲜历史上一千年来第一大事件》等研究著作。他在文章中对朝鲜儒学的尊华史观和日本的殖民主义历史观进行了批判，并从朝鲜民族的角度提出研究朝鲜历史的方法论。
受李会荣、柳子明和李石曾等无政府主义者的影响下，申采浩在1926年加入“中国朝鲜无政府主义联盟”。1927年9月，他作为朝鲜代表参加了在天津召开的无政府同盟东方联盟会。来自朝鲜、中国、日本等六个国家120名代表在此次大会决定在上海设立暴力斗争总部，并在北京设立宣传机构。1928年，他发表了具有无政府主义思想性质的革命小说《龙与龙的大激战》。同年4月，他在北京组织召开了以朝鲜人为主的无政府主义东方联盟北京会议，并制定了一系列的行动计划。

## 被捕入狱
1928年4月，申采浩为独立运动筹款，通过在北京邮务管理局外汇兑换处工作的台湾人林炳文制造假外汇。林炳文在大连银行成功兑现2000元，但在神户日本银行兑换外汇时被捕。同年5月28日，申采浩到台湾基隆市兑换外汇，被日本人逮捕，后被遣送到大连日本水上警察署。1930年5月，在经过4次初审和终审，申采浩和林炳文等人被以违反治安维持法和伪造有价证券的罪名判处有期徒刑10年，被关押在旅顺监狱服刑。《朝鲜日报》理事安在鸿得知申采浩被捕的消息后，担心他的手稿会丢失，在征得他妻儿的同意后将他的《朝鲜史》、《朝鲜上古文化史》等在《朝鲜日报》上连载。此外，洪命熹将申采浩1924至1925年刊登在《东亚日报》的文章整理成书以《朝鲜史研究草》之名于1930年出版。在被关押期间，申采浩继续写作与出版，但身体状况却每况愈下。日本人曾因担心他在狱中病故会带来不好影响而同意让他在亲日富豪担保的条件下出狱，但遭到他的拒绝，因为申采浩认为那样还不如死在牢里。1936年2月21日，申采浩因脑淤血在旅顺监狱去世，享年55岁。

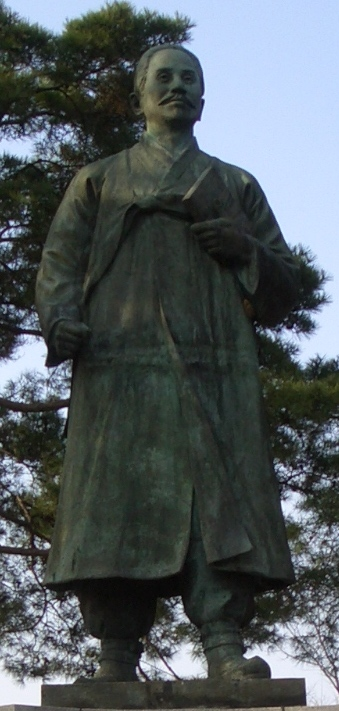
申采浩塑像

## 思想
申采浩反对朝鲜儒学的尊华史观和日本的殖民主义历史观，提出以朝鲜民族的角度研究朝鲜历史的方法论。他的民族主义历史观与朴殷植的“国魂”和“国魄”思想一样都是基于“二元国家观”，将国家分为“精神上的国家”（民族精神等）和“形式上的国家”（疆土、主权、军队等）。他认为“精神上的国家”是比“形式上的国家”更为本质和重要的。精神上灭亡的国家，即便形式没有灭亡，也是灭亡的。而有着独立、自由精神的国家即便失去疆土、主权等形式，有朝一日都会建立“形式上的国家”。这样的国家“今日不立明日立，明日不立后日必立”。
他认为‘如果否认民族，那么就没有历史’，强调远古时期的朝鲜民族历史，将檀君朝鲜纳入朝鲜历史，将扶余定为民族的起源，打破朝鲜传统儒家把中国作为世界中心的认识。申采浩还通过歌颂乙支文德、李舜臣等朝鲜民族英雄来提高民族的独立性。他认为朝鲜古代史就是一部与周边民族抗争的血泪史。在《朝鲜上古史》中，他的思想从主流的儒家专项到社会达尔文的角度，强调斗争，强调“我”和“非我”。

## 纪念
- 1962年，韩国为表彰申采浩对韩国独立运动的贡献追授其建国勋章。[1][3]
- 1978年，韩国在他的墓前修建了纪念祠堂。[1]
- 韩国海军第三艘KSS-III型潜艇“申采浩号”，以申采浩的名字命名。[7]

## 家庭
- 第一任妻子赵氏：申采浩15岁时娶的妻子，两人有一子，但出生不久夭折，后二人离婚。[5]
- 第二任妻子朴慈惠：韩国独立运动人士，两个在中国北京结婚，膝下有两个儿子。[5]
  - 长子：申秀凡
  - 次子：申斗范